# Голокост у Вінниці
Голокост у Вінниці — систематичне винищення євреїв на території міста Вінниці, окупованого нацистською Німеччиною у роки Другої світової війни.

## Чисельність єврейського населення Вінниці напередодні нацистської окупації
Станом на 1939 р. у Вінниці проживало 33 150 євреїв (35,6 % від загальної чисельності населення). Після того, як із початком війни між Третім Рейхом та Радянським Союзом частину єврейських чоловіків було мобілізовано до Червоної армії, а деяким сім'ям вдалося евакуюватись, у місті залишилося близько 18 тис. євреїв.

## Початок антиєврейського насильства (липень–вересень 1941р.)
Вінницю було окуповано 19 липня 1941 р., а вже наприкінці місяця відбулося перше масове вбивство, жертвами якого стало 146 євреїв. Очевидно, що серед них були і члени першого складу Вінницького юденрату, вбиті Поліцією безпеки та СД у перші ж дні його існування Здійсненням цього масового вбивства керував оберштурмфюрер СС Готліб Буссінгер (Gottlieb Bussinger) із Зондеркоманди 4б. У «Донесенні про події в СРСР № 47» від 9 серпня 1941 р. воно описувалося наступним чином:
…У Вінниці пошуки керівних єврейських діячів не дали позитивних результатів. Тоді керівник Зондеркоманди 4б також застосував новий метод. Він викликав найвпливовішого міського рабина і доручив йому впродовж 24 годин розшукати всю єврейську інтелігенцію, необхідну для певної реєстраційної роботи. Оскільки чисельність першого збору його не задовольнила, євреїв-інтелігентів, які прибули, було відіслано назад зі вказівкою знайти ще євреїв-інтелігентів і явитися з ними наступного дня. Цей захід було проведено втретє, таким чином майже всю інтелігенцію було захоплено та ліквідовано…
Згаданим у донесенні рабином був Еля Кордонський. Він врешті зрозумів плани нацистів і навіть спробував їм противитися, проте його розстріляли разом з його дружиною.
Ще 600 вінницьких євреїв було вбито Айнзацкомандою 6 у першій половині серпня 1941 р..
8 вересня 1941 р. на єврейську громаду Вінниці було накладено величезний податок, який необхідно було сплатити впродовж двох місяців. Постанову про це було опубліковано в газеті «Вінницькі вісті» від 12 вересня 1941 р.:
«За згодою Польової Комендатури Тимчасове самоурядування м. Вінниці накладає податок на жидівське населення міста в розмірі 300 000 (триста тисяч) карбованців, який безпосередньо стягається жидівською радою (юденратом).
Податок вноситься в Міськбанк рівними частинами в слідуючі терміни:
перший внесок — не пізніш 20 вересня — 100 000 крб., другий — не пізніше 10 жовтня — 100 000 крб. і третій — не пізніше 10 листопада — 100 000 крб.
За несвоєчасність внесків жидівська рада підлягає суворій карі.
Кожен з жидів, котрий відмовиться від внеску податку, буде суворо покараний аж до розстрілу».(Фото 1)
Того ж дня, 12 вересня 1941 р., велику групу єврейської молоді (близько тисячі осіб) було розстріляно особовим складом 3-ї роти 304-го резервного поліцейського батальйону (Reserve-Polizeibataillon 304) біля села Шереметка Вінницького району. Загальне керівництво масовим убивством здійснював лейтенант поліції Паніс, командир 1-го взводу 3-ї роти.
19 вересня 1941 р. відбулось інше масове вбивство, скоєне 45-м резервним поліцейським батальйоном (Reserve-Polizeibataillon 45). Його жертвами стало близько 10 тис. осіб. У матеріалах розслідування за 1970 р. щодо колишніх поліцейських із 45-го батальйону (точніше, стосовно механізму цього масового вбивства) зазначалося:
…Звідти вони групами направлялися до ям і цистерн, у кожній ямі перебував один стрілок і одна людина, яка заповнювала «магазини», подавала їх стрілку і давала вказівки жертвам. Біля кожної цистерни стояли один–два поліцейські. Люди, які стояли на ногах або колінах, перехилялися через край цистерни, і стрілки вбивали їх пострілом у потилицю з пістолета, причому жертви падали в цистерни…
Єврейські будинки, мешканців яких було вбито, в той же день розграбовувалися місцевим неєврейським населенням. Євреїв, які перебували у сховках по будинках, ці грабіжники видавали нацистам.

## Примусова праця та масові вбивства єврейського населення Вінниці (1942—1943рр.)
Решта вінницьких євреїв утримувалися у гетто на території міського району Єрусалимка. Станом на 1 січня 1942 р. тут було зареєстровано 5 505 осіб, серед яких 1 352 чоловіки, 2 741 жінка та 1 412 дітей. Поліція безпеки та СД вирішили, що для місцевої економіки потрібно лише 700 євреїв, а решту можна просто вбити. Відтак 16–17 квітня 1942 р. відбулося чергове масове вбивство вінницьких євреїв. Напередодні по місту було розвішано оголошення про те, що 16 квітня о 8-й ранку всі євреї зобов'язані прибути на стадіон, взявши із собою змінний одяг та продукти на два дні. На стадіоні з їхнього числа виокремили кваліфікованих робітників, а решту відконвоювали до місця масового вбивства у П'ятничанському лісі. Перед розстрілом їх змусили роздягнутись, відібрали годинники та дорогоцінності. Особистий охоронець Гітлера доповів про це масове вбивство:
«Як уже повідомлялося, євреїв, що живуть у Вінниці, вбито — до 4 800 чоловік».(Фото 2)
Після цього у Вінниці залишилося ще близько 1 тис. єврейських кваліфікованих робітників. З їхнього числа відібрали слюсарів та сантехніків, яких залізницею відправили до Житомира, а з решти сформували робочі команди і продовжили експлуатувати для потреб різних нацистських окупаційних структур на території Вінниці. Більшість кваліфікованих робітників жили в гетто в районі вулиці Комсомольської. Станом на 15 травня 1942 р. було зареєстровано 801 особу — шевців, малярів, чинбарів та інших. Станом на кінець жовтня 1942 р. близько 300 з них працювали на швейній фабриці. Також євреї працювали на меблевій фабриці, плодоконсервному та лісопильних заводах, м'ясокомбінаті, гідроелектростанції, у типографії тощо. Близько 150 осіб утримувались у трудовому таборі Організації Тодта (Organisation Todt), створеному в колишніх військових казармах на вулиці Червоноармійській. Згідно зі спогадами одного з них, Юрія Рахмана, там же працювало близько 300 «польських» євреїв, — очевидно, привезених із Західної України. Більшість із них було вбито упродовж 1942—1943 рр. Станом на 1 квітня 1944 р. у Вінниці залишалося всього 76 євреїв.

## Участь вінницьких євреїв у діяльності радянського підпілля
Способом протистояння нацистській окупаційній політиці, який водночас давав шанс на порятунок в умовах Голокосту, для вінницьких євреїв була їхня активна участь у діяльності радянського підпілля в місті. Відомо про близько 40 підпільників єврейського походження, серед яких Володимир Соболь, Михайло, Яків та Йосиф Лабельмани, Абрам Таксер, Берта Вулинська, Ізраїль Бендерський, Юрій Зільберман, Анна Павлова, Тетяна Муляр (Куцин) та інші. Найбільшу підпільну групу у Вінниці, яку очолював Іона Бялер, навіть називали «єврейською організацією», з огляду на те, що в її діяльності брали участь 25 євреїв. (Фото 3)

## Порятунок вінницьких євреїв
Лише поодиноким вінницьким євреям вдалося пережити Голокост, у тому числі завдяки допомозі місцевих неєвреїв. Так, багатодітна вдова Євгенія Бочкова допомогла врятуватися своїм сусідам Самуїлу та Юрію Рахманам. У 1995 р. Євгенію Бочкову та трьох її дітей — Меланію, Георгія та Бориса — було удостоєно звань Праведників народів світу. Інколи на допомогу можна було сподіватися від абсолютно незнайомих людей. Подружжя Степана та Надії Савчуків і їхня дочка Лідія пустили до свого помешкання червоноармійця, який втік з німецького полону і представився їм Іваном Петровим. Пізніше, побачивши, що Савчуки мають друзів серед євреїв та надають їм допомогу, він зізнався їм, що насправді є Ісааком Тартаковським, киянином єврейського походження. Савчуки продовжували переховувати його до часу повернення Червоної армії. В 1953 р. він та його рятівниця Лідія Савчук одружилися. У 1995 р. Степана, Надію а Лідію Савчуків було удостоєно звань Праведників народів світу.